# Stian Angermund-Vik
Stian Angermund-Vik, aussi connu sous le nom de Stian Hovind-Angermund, est un athlète norvégien, né le 27 août 1986 à Bergen. Spécialiste de skyrunning et de kilomètre vertical, il est champion du monde de SkyMarathon et de kilomètre vertical 2016, double champion du monde de trail court et champion d'Europe de SkyRace 2021. Il a notamment remporté Zegama-Aizkorri et 2016, la Ring of Steall Skyrace en 2016 et 2017, le Vertical Kilometer World Circuit 2017 et la Golden Trail World Series en 2018 et 2021.

## Résultats

### 2014
| no  | masculin      | Course                                        | Longueur | Départ       | Temps       |
| --- | ------------- | --------------------------------------------- | -------- | ------------ | ----------- |
| 1re | Médaille d'or | Championnats de Norvège de course en montagne | 5,9 km   | 14 juin 2014 | 37 min 38 s |

### 2015: premiers succès internationaux
| no  | masculin           | Course                                                   | Longueur            | Départ          | Temps           |
| --- | ------------------ | -------------------------------------------------------- | ------------------- | --------------- | --------------- |
| 2e  | Médaille d'argent  | Championnats d'Europe de skyrunning - Kilomètre vertical | 3,8 km              | 26 juin 2015    | 34 min 48 s     |
| 1er | Médaille d'or      | Cross du Mont-Blanc                                      | 23 km               | 27 juin 2015    | 2 h 03 min 39 s |
| 1er | Médaille d'or      | Course de montagne du Grossglockner                      | 12,9 km             | 19 juillet 2015 | 1 h 13 min 51 s |
| 1re | Médaille d'or      | Tromsdalstind SkyRace                                    | 20 km               | 31 juillet 2015 | 2 h 2 min 7 s   |
| 1er | Médaille d'or      | Blåmann Vertical                                         | 2,7 km — 1 044 m d+ | 1er août 2015   | 0 h 35 min 20 s |
| 2e  | Médaille d'argent  | Montée du Skåla                                          | 8,2 km              | 15 août 2015    | 1 h 9 min 9 s   |
| 3e  | Médaille de bronze | Vertical Grèste de la Mughéra                            | 3,08 km             | 16 octobre 2015 | 44 min 13 s     |

### 2016
| no  | masculin          | Course                                        | Longueur            | Départ          | Temps           |
| --- | ----------------- | --------------------------------------------- | ------------------- | --------------- | --------------- |
| 1re | Médaille d'or     | Championnats de Norvège de course en montagne | 7 km                | 18 juin 2016    | 46 min 11 s     |
| 1er | Médaille d'or     | Kilomètre vertical du Mont-Blanc              | 3,8 km — 1 000 m d+ | 25 juin 2016    | 0 h 35 min 51 s |
| 36e | 36e               | 42 km du Mont-Blanc                           | 42 km               | 26 juin 2016    | 4 h 44 min 54 s |
| 1er | Médaille d'or     | Blåmann Vertical                              | 2,7 km — 1 044 m d+ | 5 août 2016     | 0 h 37 min 00 s |
| 1re | Médaille d'or     | Montée du Skåla                               | 5,8 km              | 13 août 2016    | 41 min 27 s     |
| 2e  | Médaille d'argent | Vertical Grèste de la Mughéra                 | 3,08 km             | 14 octobre 2016 | 43 min 20 s     |

### 2017: victoire sur le circuit de kilomètre vertical
Il remporte Zegama-Aizkorri et bat le record de la course en 3 h 45 min 8 s, profitant de conditions sèches qu'à l'ordinaire sur le parcours. Sur le 42 km du Mont-Blanc, il fait la course en tête en compagnie de Kilian Jornet avant d’être distancé dans la montée finale, il termine deuxième à seulement 1 min 20 s du vainqueur.
| no  | masculin           | Course                             | Longueur            | Départ            | Temps           |
| --- | ------------------ | ---------------------------------- | ------------------- | ----------------- | --------------- |
| 1er | Médaille d'or      | Transvulcania Vertical Kilometer   | 7,6 km — 1 203 m d+ | 11 mai 2017       | 0 h 47 min 22 s |
| 1er | Médaille d'or      | Zegama-Aizkorri Vertical Kilometer | 3 km — 1 015 m d+   | 16 mai 2017       | 0 h 34 min 55 s |
| 1er | Médaille d'or      | Zegama-Aizkorri                    | 42 km               | 28 mai 2017       | 3 h 45 min 08 s |
| 2e  | Médaille d'argent  | 42 km du Mont-Blanc                | 42 km               | 25 juin 2017      | 3 h 47 min 05 s |
| 6e  | 6e                 | Red Bull K3                        | 9,7 km — 3 036 m d+ | 29 juillet 2017   | 2 h 10 min 04 s |
| 1re | Médaille d'or      | Blåmann Vertical                   | 2,7 km              | 4 août 2017       | 36 min 59 s     |
| 1re | Médaille d'or      | Montée du Skåla                    | 8,2 km              | 19 août 2017      | 1 h 10 min 10 s |
| 1er | Médaille d'or      | Mamores VK                         | 5 km — 1 000 m d+   | 15 septembre 2017 | temps           |
| 3e  | Médaille de bronze | Vertical Grèste de la Mughéra      | 3,7 km — 1 080 m d+ | 13 octobre 2017   | 0 h 38 min 40 s |
| 8e  | 8e                 | Grande course des Templiers        | 76 km               | 22 octobre 2017   | 7 h 12 min 05 s |

### 2018
Le 22 juillet, il remporte la DoloMyths Run qui figure au calendrier des Skyrunner World Series. Stian passe en tête au Piz Boè et parvient à contenir le retour de ses adversaires dans la descente, lors de cette course, il établit le meilleur temps de l'ascension du Piz Boè depuis Canazei en 1 h 16 min 18 s Il effectue une saison consistante en Golden Trail Series, alignant les podiums à Zegama-Aizkorri, aux 42 km du Mont-Blanc et à la Ring of Steall SkyRace. Sa quatrième place lors de la finale sur l'Otter African Trail Run lui suffit à remporter le classement général pour neuf points devant le Suisse Marc Lauenstein.
| no  | masculin           | Course                                            | Longueur | Départ            | Temps           |
| --- | ------------------ | ------------------------------------------------- | -------- | ----------------- | --------------- |
| 2e  | Médaille d'argent  | Zegama-Aizkorri                                   | 42 km    | 27 mai 2018       | 3 h 55 min 26 s |
| 3e  | Médaille de bronze | 42 km du Mont-Blanc                               | 42 km    | 1er juillet 2018  | 4 h 00 min 07 s |
| 1re | Médaille d'or      | DoloMyths Run                                     | 22 km    | 22 juillet 2018   | 2 h 01 min 18 s |
| 4e  | 4e                 | Marathon de Pikes Peak                            | 42,2 km  | 19 août 2018      | 3 h 37 min 48 s |
| 3e  | Médaille de bronze | Championnats du monde de skyrunning - SkyMarathon | 29 km    | 15 septembre 2018 | 3 h 9 min 5 s   |
| 4e  | 4e                 | Otter African Trail Run - Retto                   | 41,2 km  | 20 octobre 2018   | 3 h 57 min 51 s |

### 2019
| no  | masculin           | Course                   | Longueur | Départ          | Temps           |
| --- | ------------------ | ------------------------ | -------- | --------------- | --------------- |
| 4e  | 4e                 | Marathon du Mont-Blanc   | 42 km    | 30 juin 2019    | 3 h 57 min 19 s |
| 1re | Médaille d'or      | Montée du Skåla          | 8,2 km   | 17 août 2019    | 1 h 9 min 56 s  |
| 2e  | Médaille d'argent  | Sky Pirineu              | 36 km    | 5 octobre 2019  | 3 h 18 min 16 s |
| 3e  | Médaille de bronze | Annapurna Trail Marathon | 42 km    | 25 octobre 2019 | 5 h 8 min 18 s  |

### 2020
| no | masculin | Course                    | Longueur | Départ          | Temps          |
| -- | -------- | ------------------------- | -------- | --------------- | -------------- |
| 5e | 5e       | Golden Trail Championship | 110 km   | 29 octobre 2020 | 9 h 29 min 5 s |

### 2021
Le 13 juin 2021, il prend part à la première manche de la Golden Trail World Series, la Olla de Núria. Mené dans un premier temps par Rémi Bonnet, les deux hommes s'échangent ensuite la tête de course à plusieurs reprises. Stian fait ensuite parler ses talents de descendeur pour faire la différence et remporter la victoire. Le 4 juillet, il talonne Bartłomiej Przedwojewski sur la première moitié de course du marathon du Mont-Blanc avant de hausser l'allure et de s'emparer de la tête pour filer vers la victoire. Le 18 juillet, il prend un départ prudent sur le parcours modifié de la DoloMyths Run. Laissant dans un premier temps ses adversaires mener la course, il accélère en milieu de parcours et tire avantage de la descente finale pour les doubler et s'offrir sa troisième victoire d'affilée de la saison.
Il prend ensuite une pause temporaire pour accueillir sa fille et se préparer à son autre objectif de la saison, son premier ultra-trail de plus de 100 kilomètres, la CCC. Il y effectue un excellent début de course, menant avec une apparente facilité jusqu'à Champex-Lac. Il perd ensuite du terrain et finit par jeter l'éponge, victime d'une blessure à la hanche. Le 16 octobre, il s'élance comme grand favori à la finale de la Golden Trail World Series à El Hierro, ayant une confortable marge d'avance sur ses concurrents grâce à ses trois victoires. Il effectue la course en tête aux côtés de Francesco Puppi et Thibaut Baronian. Semblant se diriger vers la victoire, il se trompe de chemin et décide de sauter par-dessus un mur pour revenir sur le tracé. Il chute lourdement et peine à repartir. Il parvient à rallier la ligne d'arrivée en marchant et termine sixième. Cette place lui permet cependant de remporter le classement, son seul rival au titre, Bartłomiej Przedwojewski, termine septième juste derrière lui. Le 20 novembre, il s'élance comme favori sur l'épreuve de SkyRace aux championnats d'Europe de skyrunning à Pisão. Partant dans le groupe de tête aux côtés de l'Italien Cristian Minoggio et de plusieurs coureurs espagnols, il voit Zaid Ait Malek le devancer dans les premières descentes. Le groupe parvient à rattraper ce dernier et Stian s'empare des commandes de la course. Haussant le rythme, il largue les Espagnols mais ne parvient pas à se débarrasser de Cristian Minoggio. Stian maintient sa position en tête et parvient à creuser un léger écart pour s'imposer avec deux minutes d'avance sur l'Italien. Il devient le premier Norvégien champion d'Europe de skyrunning.
| no  | masculin      | Course                                        | Longueur | Départ           | Temps           |
| --- | ------------- | --------------------------------------------- | -------- | ---------------- | --------------- |
| 1re | Médaille d'or | Olla de Núria                                 | 21 km    | 13 juin 2021     | 2 h 4 min 16 s  |
| 1re | Médaille d'or | Marathon du Mont-Blanc                        | 38 km    | 4 juillet 2021   | 3 h 18 min 8 s  |
| 1re | Médaille d'or | DoloMyths Run                                 | 21 km    | 18 juillet 2021  | 1 h 51 min 37 s |
| 1re | Médaille d'or | Claro-Pizzo                                   | 9,2 km   | 3 octobre 2021   | 1 h 36 min 41 s |
| 1re | Médaille d'or | Championnats d'Europe de skyrunning - SkyRace | 35 km    | 20 novembre 2021 | 3 h 42 min 45 s |

### 2022
Le 5 novembre 2022, il prend le départ de l'épreuve de trail court des championnats du monde de course en montagne et trail à Chiang Mai. Formant un groupe de tête avec Jonathan Albon, Francesco Puppi et Max King durant la première moitié de course, il accélère à mi-parcours pour se défaire de ses adversaires. Il creuse l'écart en tête et s'impose pour remporter le titre.
| no  | masculin           | Course                                                   | Longueur | Départ           | Temps           |
| --- | ------------------ | -------------------------------------------------------- | -------- | ---------------- | --------------- |
| 1re | Médaille d'or      | Livigno SkyMarathon                                      | 34 km    | 18 juin 2022     | 3 h 38 min 22 s |
| 3e  | Médaille de bronze | DoloMyths Run                                            | 22 km    | 17 juillet 2022  | 2 h 2 min 31 s  |
| 1re | Médaille d'or      | Montée du Skåla                                          | 8,2 km   | 13 août 2022     | 1 h 8 min 2 s   |
| 2e  | Médaille d'argent  | Trophée Kima                                             | 52 km    | 28 août 2022     | 6 h 22 min 35 s |
| 6e  | 6e                 | Championnats du monde de skyrunning - Kilomètre vertical | 3,75 km  | 9 septembre 2022 | 38 min 27 s     |
| 1re | Médaille d'or      | Championnats du monde de trail - Court                   | 48 km    | 5 novembre 2022  | 3 h 8 min 29 s  |

### 2023
Le 8 juin 2023, il s'élance comme grand favori sur l'épreuve de trail court des championnats du monde de course en montagne et trail à Innsbruck. Il voit dans un premier temps le Britannique Thomas Roach prendre les commandes de la course sur un rythme élevé. Il ne se laisse pas impressionner et accélère en fin de course pour doubler le Britannique. Il défend avec succès son titre en s'imposant avec deux minutes d'avance sur ce dernier. Le 31 août, il prend le départ de l'OCC. Annoncé comme grand favori, il laisse partir les Chinois Yousheng Guan et Tao Luo en tête sur un rythme soutenu. À mi-parcours, alors que Tao Luo lève le pied, Stian Angermund lance son attaque et parvient à récupérer la tête de course. Yousheng Guan tente de le suivre mais finit par se faire distancer. Stian Angermund s'envole vers la victoire et s'impose en 4 h 42 min 20 s avec plus de deux minutes d'avance sur l'Italien Francesco Puppi.
Le 20 octobre, l'Agence française de lutte contre le dopage annonce que Stian Angermund a été testé positif à la chlortalidone après sa victoire à l'OCC. Stian Angermund se déclare innocent et entend faire la lumière sur cette affaire. Il déclare toutefois ne pas s'engager en compétition en 2024 au vu de la situation.
| no  | masculin      | Course                                 | Longueur | Départ          | Temps           |
| --- | ------------- | -------------------------------------- | -------- | --------------- | --------------- |
| 1re | Médaille d'or | Istria Green                           | 62,9 km  | 15 avril 2023   | 5 h 19 min 31 s |
| 1re | Médaille d'or | Championnats du monde de trail - Court | 45,2 km  | 8 juin 2023     | 4 h 19 min 0 s  |
| 4e  | 4e            | DoloMyths Run                          | 22 km    | 15 juillet 2023 | 2 h 6 min 3 s   |
| 1re | Médaille d'or | OCC                                    | 53 km    | 31 août 2023    | 4 h 42 min 40 s |

### 2025
En janvier 2025, Stian Angermund révèle que malgré tous ses efforts, l'Agence française de lutte contre le dopage l'a condamné à une suspension de 18 mois à compter de la date du test. La peine a été réduite à 16 mois, compte tenu du fait de l'annonce tardive, 50 jours s'étant écoulés entre la date du test et de l'annonce. Le docteur Michel Audran de l'AFLD précise toutefois qu'un usage volontaire semble peu probable, notamment au vu des connaissances en la matière de Stian Angermund. Il estime qu'une contamination involontaire serait la cause du test positif. Sa peine étant purgée, Stian Angermund annonce son retour à la compétition pour 2025,,,.
Après un retour discret à la compétition où il termine neuvième à Zegama-Aizkorri, il prend part aux championnats d'Europe de skyrunning. Sur l'épreuve du kilomètre vertical, il fait étalage de son talent pour pointer aux avant-postes mais ne parvient pas à rattraper l'Italien Daniel Thedy qui file vers le titre. Stian Angermund remporte la médaille d'argent.
| no | masculin          | Course                                                   | Longueur | Départ          | Temps           |
| -- | ----------------- | -------------------------------------------------------- | -------- | --------------- | --------------- |
| 2e | Médaille d'argent | Championnats d'Europe de skyrunning - Kilomètre vertical | 4,32 km  | 3 juillet 2025  | 36 min 10 s     |
| 2e | Médaille d'argent | Giir di Mont                                             | 32 km    | 27 juillet 2025 | 3 h 15 min 36 s |